# トマ・ジョルメス
トマ・ジョルメス（Thomas Jolmès、1995年10月8日 - ）は、トップ14セクシオン・パロワーズに所属するラグビーユニオン選手。

## プロフィール
- フランス・エシロル出身[1]。
- ポジションはロック(LO)。
- 身長 204cm、体重 125kg
- その風貌からライオンと呼ばれている[2]。
- フランス代表キャップは1（2022年7月現在）。

## 略歴
FCグルノーブル、ラ・ロシェル、RCトゥーロンを経て、2021年、ボルドーに加入。
2022年7月2日に行われたリポビタンDチャレンジカップ2022日本戦にて先発出場でフランス代表初キャップを獲得した。
2024年、ポーに加入。 